# Fluorbritholita-(Ce)
La fluorbritholita-(Ce) és un mineral de la classe dels silicats, que pertany al grup de la britholita. Rep el seu nom per la seva relació amb la britholita-(Ce) amb contingut de fluor.

## Característiques
La fluorbritholita-(Ce) és un silicat de fórmula química Ca₂(Ce,Ca)₃(SiO₄,PO₄)₃(F,OH). Va ser aprovada com a espècie vàlida per l'Associació Mineralògica Internacional l'any 1991. Cristal·litza en el sistema hexagonal. La seva duresa a l'escala de Mohs és 5.
Segons la classificació de Nickel-Strunz, la fluorbritholita-(Ce) pertany a «9.AH - Nesosilicats amb CO₃, SO₄, PO₄, etc.» juntament amb els següents minerals: iimoriïta-(Y), tundrita-(Ce), tundrita-(Nd), spurrita, ternesita, britholita-(Ce), britholita-(Y), el·lestadita-(Cl), fluorel·lestadita, hidroxilel·lestadita, mattheddleïta, tritomita-(Ce), tritomita-(Y), fluorcalciobritholita i fluorbritholita-(Y).

## Formació i jaciments
Va ser descoberta a la pedrera Poudrette, al mont Saint-Hilaire, a La Vallée-du-Richelieu RCM, que es troba a la regió de Montérégie, al Quebec, Canadà. Ha estat descrita també als Territoris del Nord-oest canadencs, als Estats Units, a la Xina, a Alemanya, a Rússia, a Suècia, al Vietnam i a Ucraïna.